# Pierre Berthelot (mathématicien)
Pour les articles homonymes, voir Pierre Berthelot et Berthelot.
Pierre Berthelot, né le 27 janvier 1943 dans le 12e arrondissement de Paris et mort le 7 décembre 2023 à Rennes,, est un mathématicien français de l'université de Rennes. Il est le père de la chercheuse Katell Berthelot. 

## Biographie
Son père, André Berthelot, est un physicien de renom :  « À Saclay, au Commissariat à l’énergie atomique (CEA), André Berthelot a créé en 1958 le Laboratoire de physique des hautes énergies (LPHE). » Sa mère, Paule Berthelot née Bouriette, est institutrice puis directrice d'École maternelle. Son frère Francis Berthelot est chercheur en biologie moléculaire et narratologie et écrivain.

## Carrière
Il participe à l'écriture du sixième volume du Séminaire de géométrie algébrique du Bois Marie, intitulé Théorie des Intersections et Théorème de Riemann-Roch (1966).
Il soutient sous la direction d'Alexandre Grothendieck  une thèse de doctorat en mathématiques à l'université Paris-Diderot en 1972.
Il obtient un poste à l'UER de mathématiques de l'université Rennes-I, en 1974. Il y fonde le laboratoire de mathématiques (IRMAR) en 1979. Il en était professeur émérite.
Il a développé la cohomologie cristalline et la cohomologie rigide (en).

## Publications

### Ouvrages
- Pierre Berthelot, Cohomologie cristalline des schémas de caractéristique p>0, vol. 407, Berlin-New York, Springer-Verlag, coll. « Lecture Notes in Mathematics », 1974, 604 p. (ISBN 978-3-540-06852-5).
- (en) Pierre Berthelot et Arthur Ogus, Notes on crystalline cohomology, Princeton, N.J./Tokyo, Princeton University Press/University of Tokyo Press, 1978, VI+243 p. (ISBN 0-691-08218-9).
- Pierre Berthelot, Lawrence Breen et William Messing, Théorie de Dieudonné cristalline II, vol. 930, Berlin-New York, Springer-Verlag, coll. « Lecture Notes in Mathematics », 1982, XI+261 p. (ISBN 978-3-540-11556-4).

### Articles
- Pierre Berthelot, « Théorie de Dieudonné sur un anneau de valuation parfait », Annales Scient. E.N.S., vol. 13,‎ 1980, p. 225-268 (lire en ligne, consulté le 11 décembre 2023).
- (en) Pierre Berthelot et Arthur Ogus, « F-isocrystals and de Rham cohomology . I », Inventiones Mathematicae, vol. 72,‎ 1983, p. 159-199.
- (en) Pierre Berthelot, « Cohomologie rigide et théorie des D-modules », dans Francesco Baldassarri, Siegfried Bosch, Bernard Dwork, p-adic analysis, vol. 1454, Springer-Verlag, coll. « Lecture Notes in Mathematics », 1990, p. 80-124.
- Pierre Berthelot, « D-modules arithmétiques I : Opérateurs différentiels de niveau fini », Annales Scient. E.N.S., vol. 29,‎ 1996, p. 185-272 (lire en ligne, consulté le 11 décembre 2023).
- Pierre Berthelot, « Finitude et pureté cohomologique en cohomologie rigide », Inventiones Mathematicae, no 128,‎ 1997, p. 329-377.
- Pierre Berthelot, « Introduction à la théorie arithmétique des D-modules », Astérisque : Cohomologies p-adiques et applications arithmétiques II, vol. 279,‎ 2002, p. 1-80 (lire en ligne, consulté le 11 décembre 2023).
- (en) Pierre Berthelot, Spencer Bloch et Hélène Esnault, « On Witt vector cohomology for singular varieties », Compositio Mathematica, vol. 143, no 2,‎ 2007, p. 363-39.

### Direction d'ouvrages
- Pierre Berthelot, Jean-Marc Fontaine, Luc Illusie, Kazuya Kato, Michael Rapoport (éd.), Cohomologies p-adiques et applications arithmétiques, 3 volumes, 2002.